# Nicola Cusano
Nicola Cusano, noto anche come Niccolò Cusano o Niccolò da Cusa, in lat. Nicolaus Cusanus o Nicolaus de Cusa, in ted. Nikolaus Krebs von Kues o Nikolaus Chrypffs (Kues, 1401 – Todi, 11 agosto 1464), è stato un cardinale, teologo, filosofo, umanista, giurista, matematico e astronomo tedesco.
Uno dei primi sostenitori tedeschi dell'umanesimo rinascimentale, fornì contributi spirituali e politici alla storia europea. Un notevole esempio della sua opera sono i suoi scritti mistici o spirituali sull '"ignoranza dotta", così come la sua partecipazione alle lotte di potere tra Roma e gli stati tedeschi del Sacro Romano Impero.
Legato pontificio in Germania dal 1446, fu nominato cardinale per i suoi meriti da papa Niccolò V nel 1448 e principe vescovo di Bressanone due anni dopo. Nel 1459 divenne vicario generale nello Stato Pontificio.

## Biografia

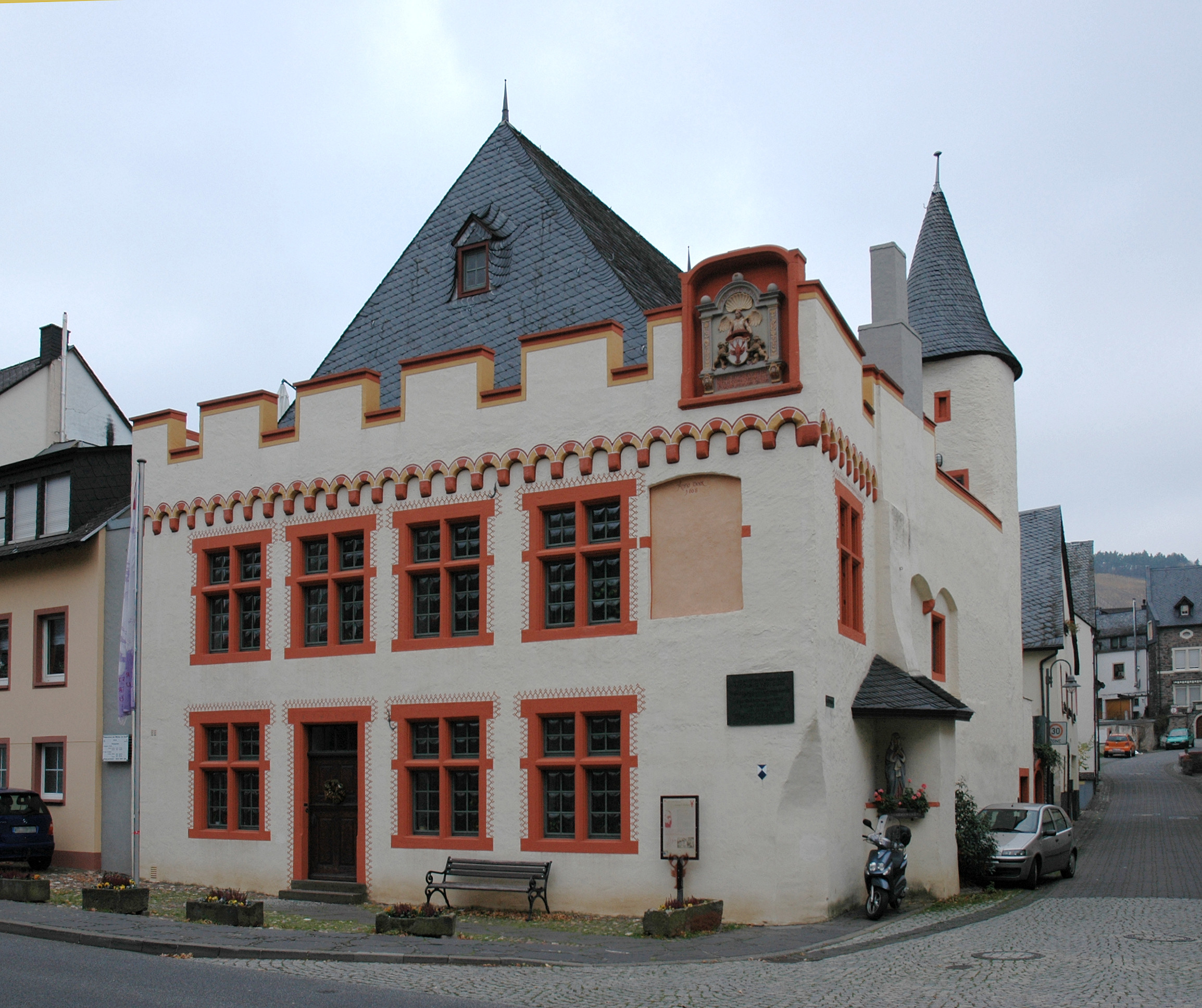
Il luogo di nascita di Nicola Cusano (Geburtshaus Nikolaus von Kues) è oggi un palazzo storico in Nikolausstraße 49 nel quartiere Cusa della città di Bernkastel-Kues, nella Renania-Palatinato: completamente rinnovato nel 1570 in stile tardo-gotico rinascimentale con tetto a vela, non ha più la sua forma originale essendo stato ricostruito sopra le fondamenta dell'antico edificio.

### La nascita e gli studi
Nacque nel 1401 a Kues (nome latinizzato in Cusa), ora Bernkastel-Kues, in Germania presso Treviri, sul fiume Mosella, con il nome di Nikolaus Krebs o Kryffs (in latino Cancer, che significa Cancro) da una ricca famiglia di battellieri, mercanti di vino e armatori, figlio di Johann Kryffs Schiffer e Catherina Roemer, quest'ultima di origini ebraiche; ebbe due sorelle, Clara e Margherita, e un fratello, Johann. Nel 1413, a Deventer, studiò sotto la protezione del conti Manderscheid presso i Fratelli della vita comune, legati al movimento di spiritualità Devotio moderna. Frequentò la facoltà di lettere dell'Università di Heidelberg nel 1416 e completò gli studi a Padova (sotto la guida di Prosdocimo Conti), dove si laureò in diritto nel 1423; si perfezionò poi a Colonia studiando Alberto Magno, Platone e Raimondo Lullo e divenne dottore in filosofia. Intraprese anche studi sulla cultura islamica e su Averroè grazie ad Ugo Benci, famoso grecista senese.
A Padova ricevette il titolo accademico di Doctor Carbonorum dal professore Gasparino Barzizza e venne a conoscenza della dottrina giuridica di Bartolomeo Zabarella. Strinse amicizia con gli umanisti Vittorino da Feltre e Francesco Filelfo, i matematici Prosdocimo de Beldemandis e Paolo dal Pozzo Toscanelli, il cardinale Domenico Capranica ed Enea Silvio Piccolomini, futuro papa Pio II. Nel 1427 divenne segretario di Otto von Ziegenhain, arcivescovo di Treviri. Andò a Parigi nel 1428 con Eimerico da Campo per studiare e tradurre le opere di Cicerone, Tacito e Plauto. A Costanza e a Lovanio fu anche professore in teologia e diritto canonico e con l'amico Niccolò Niccoli ricercò nei monasteri tedeschi codici latini e greci. Nel 1429 si trasferì per breve tempo a Roma: udì una predicazione di Bernardino da Siena, conobbe papa Martino V; divenne inoltre segretario del cardinale Giordano Orsini e del vescovo di Pavia Francesco Piccolpasso; inoltre fu allievo di Giuliano Cesarini, che poi divenne cardinale e presidente del Concilio di Basilea insieme a Louis Aleman, al quale Cusano avrebbe in seguito dedicato la sua opera più importante, il De Docta Ignorantia.

### Gli uffici ecclesiastici ricoperti
Ottenne molti uffici ecclesiastici: la chiesa parrocchiale di Sant'Andrea in Altrich (1425-29), il canonicato di San Simeone a Treviri (1426-28), la chiesa di San Gengolfo (1427), il decanato di Nostra Signora ad Oberwesel (1427-31), il decanato e poi il canonicato dell'abbazia di San Fiorino a Coblenza (1427-45), il canonicato della basilica di San Castore a Coblenza (1430-52), il vicariato della basilica di San Paolino a Treviri (1430-38), il canonicato di san Martino ad Oberwesel (1433), il decanato di Münstermaifeld (1435-45), la parrocchia di Bernkastel-Kues (1436-41), la prevostura di Magdeburgo (1437-39), il canonicato di Liegi (1436-61), il prevosto della chiesa degli Apostoli a Colonia (1441), l'altare di san Giovanni in Münstermaifeld (1442), il suddiaconato papale (1443), la chiesa parrocchiale di Schindel (1443-64), il canonicato ad Utrecht (1443-46), l'arcidiaconato di Brabante (1445-59), il decanato di Oldenzaal (1446-53), la chiesa parrocchiale di St. Wendel (1446), la basilica di San Pietro in Vincoli a Roma (1449-64), la diocesi di Bressanone (1450-64), la prevostura di Münstermaifeld (1455-64), l'abbazia dei santi Severo e Martino ad Orvieto (1463-64), la prevostura di san Maurizio a Hildesheim (1463).

### Gli anni del concilio di Basilea
Nel 1433 fu invitato da papa Eugenio IV, tramite intercessione di Ambrogio Traversari, al Concilio di Basilea, nel quale ebbe un ruolo fondamentale; per l'occasione scrisse il De concordantia catholica: in questo scritto sostenne la necessità dell'unità della Chiesa Cattolica e la concordanza di tutte le fedi cristiane. Nello stesso anno, in occasione dell'incoronazione di Sigismondo ad imperatore, lo statuto dell'Ordine del Drago venne ratificato da Papa Eugenio IV e Cusano ne divenne membro. Sempre nel 1433, strinse una forte amicizia con Alfonso di Braganza, infatti quando costui tornò in Portogallo, Cusano lo accompagnò e fu nominato suo confessore. Venne inviato nel 1434 come legato al Concilio alla Dieta di Ratisbona insieme a Johannes Nider, dove si impegnò per l'unione degli hussiti con la Chiesa di Boemia. Nello stesso anno, durante il Concilio, attaccò Nils Ragvaldsson poiché sosteneva che il monarca svedese, Eric di Pomerania, fosse il successore dei re goti, e che la delegazione svedese, per questo, dovesse essere presa maggiormente in considerazione. Negli anni 1433-1435, Francesco Sforza fu al comando dell'esercito milanese contro lo Stato della Chiesa, ma quando prese Ancona, cambiò posizione, ottenendo il titolo di vicario della città direttamente da papa Eugenio IV, anche se i cardinali Cusano e Ludovico Scarampi Mezzarota, insieme ad altri ecclesiastici, contrastarono la sua investitura.

### Ambasciatore a Costantinopoli ed in Germania
Il primo periodo della sua vita si concluse il 17 maggio 1437 quando Eugenio IV, su consiglio del cardinale Branda Castiglioni, lo inviò come Legato a Costantinopoli insieme ai vescovi Antão Martins de Chaves di Porto, Cristoforo Garatoni di Crotone, Pierre de Versailles di Digne ed al cardinale Francesco Condulmer, con l'intento di intessere colloqui in vista di una riunificazione delle Chiese d'Oriente e d'Occidente. La legazione fu coronata da un enorme successo, tanto che Cusano rientrò accompagnato dall'Imperatore Giovanni VIII di Bisanzio, dal patriarca di Costantinopoli Giuseppe II, dai cardinali Isidoro di Kiev e Basilio Bessarione e dal filosofo Giorgio Gemisto Pletone e sbarcarono l'8 febbraio 1438 a Venezia. Insieme si recarono a Ferrara, dove Eugenio IV aveva spostato la sede del concilio.
I conciliaristi restati a Basilea tentarono, spalleggiati dalle Università, di schierare la Chiesa contro il Papa, proclamando decaduto Eugenio IV ed eleggendo in sua vece un antipapa, il Duca di Savoia Amedeo VIII sotto il nome di Felice V: si era giunti al piccolo scisma d'Occidente.. Inoltre il 17 marzo 1438 i principi elettori, eleggendo Alberto II d'Asburgo, avevano dichiarato, col beneplacito dell'imperatore, la loro neutralità tra Eugenio IV e il concilio di Basilea. Perciò Eugenio IV, per ottenere il loro appoggio, schierò in campo i migliori uomini, tra i quali Niccolò Albergati, Tommaso Parentucelli, Juan de Carvajal e il Cusano, che, per il suo impegno, fu chiamato da papa Pio II 'Hercules Eugeniorum'. Da Ferrara Cusano andò alla Dieta di Norimberga, durante la quale si scontrò con Thomas de Courcelle, pseudocardinale creato dall'antipapa Felice V.
Su pressione di Cosimo il Vecchio, nel 1439 il concilio venne trasferito a Firenze. Il capostipite dei Medici presiedette alla riunificazione (effimera) fra la chiesa latina, rappresentata da Papa Eugenio IV, e quella bizantina, rappresentata dall'Imperatore Giovanni VIII Paleologo e dal patriarca Giuseppe. La riunificazione sarebbe dovuta avvenire sul piano dogmatico e disciplinare, ma si sarebbero dovute mantenere le differenze sul piano liturgico.. Cusano partecipò anche all'assedio di Foligno nel 1439 (dove comandò le truppe papali con il cardinale e condottiero Giovanni Maria Vitelleschi e con Ranuccio Farnese il Vecchio), alla Dieta di Magonza nel 1441 (durante la quale espulse Ludovico di Teck, patriarca di Aquileia, perché favorevole alle tesi dei conciliaristi) alla Dieta di Francoforte 1442 (durante la quale si oppose alle tesi del Concilio esposte dallo pseudocardinale Niccolò Tedeschi) ed alla Dieta di Aschaffenburg nel 1447 insieme ad Enea Silvio Piccolomini, durante la quale i principi tedeschi riconobbero l'autorità di papa Eugenio IV e sfiduciarono l'antipapa Felice V.

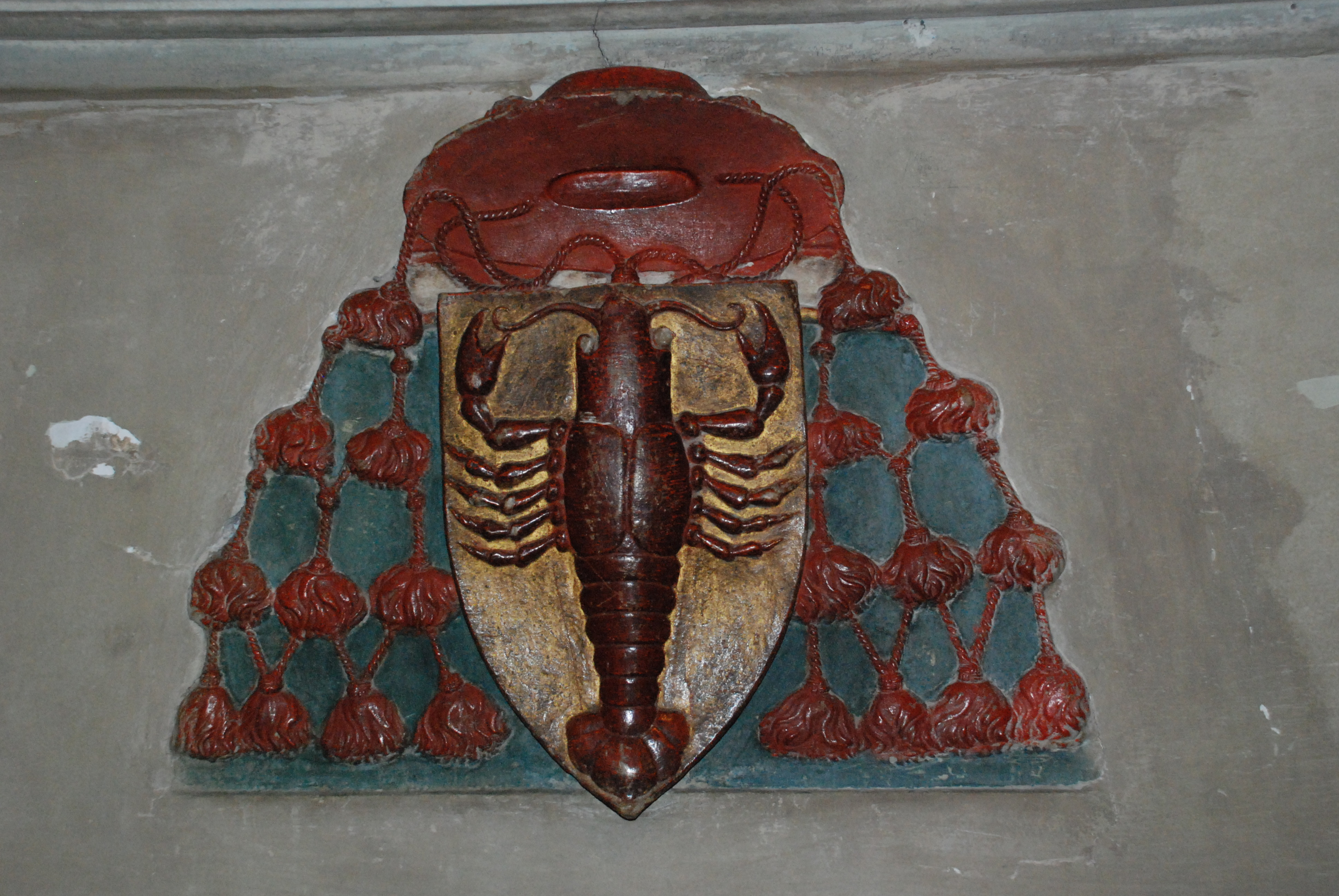
Stemma del Cardinale Nicola Cusano, che raffigura il simbolo astrologico del Cancro (nel cui periodo il Sole è posizionato al picco massimo)

Cusano appoggiò il tentativo, proposto da Eugenio IV, di indire una crociata nel 1444 contro i musulmani, capeggiata da Giorgio Castriota Scanderbeg, appoggiato dal re di Napoli Alfonso V d'Aragona. Nel De pace fidei (La pace della fede), immagina una riunione al vertice nel cielo di rappresentanti di tutte le nazioni e le religioni. Cusano in questo trattato attaccò gravemente Jan Hus e tutta la Boemia. La conferenza di Basilea convenne che non vi può essere una "religio in varietate rituum", cioè una sola fede che si manifesta in diversi riti. La finestra di dialogo, peraltro, presuppone la maggiore precisione del cristianesimo rispetto ad altre religioni.
Quando Eugenio IV morì, Cusano fu nominato camerlengo, perciò gli fu precluso il papato, e divenne Papa Niccolò V, suo amico di lunga data. Papa Niccolò V nel 1448 lo nominò cardinale della Basilica di San Pietro in Vincoli, titolo cardinalizio che conserverà fino al 1464, anno della sua morte. Nel 1450 venne inviato insieme a Enea Silvio Piccolomini (all'epoca vescovo di Trieste) come ambasciatore dall'imperatore Federico III d'Asburgo per negoziare il matrimonio di questi con la principessa Eleonora d'Aviz. Nel 1452 in visita al ghetto di Francoforte ordinò che tutti i maschi ebrei dovessero indossare degli anelli gialli sulle maniche delle giacche, e tutte le ebree dovessero portare un velo blu; tuttavia questa legge fu osservata solo per un breve periodo. In questo stesso anno, il 12 dicembre, assistette nella basilica di Santa Sofia all'unione simbolica della Chiesa d'Oriente con la Chiesa d'Occidente alla presenza di Costantino XI Paleologo.
Partecipò anche al Concordato di Vienna, dove regolamentò insieme a Federico III d'Asburgo gli affari ecclesiastici del regno e le relazioni tra i patrizi e la Curia romana. Mentre soggiornava a Lubecca conobbe anche Adolfo VIII di Schaumburg; Cusano lo ospitò più volte in Italia.

### L'interessamento all'astronomia

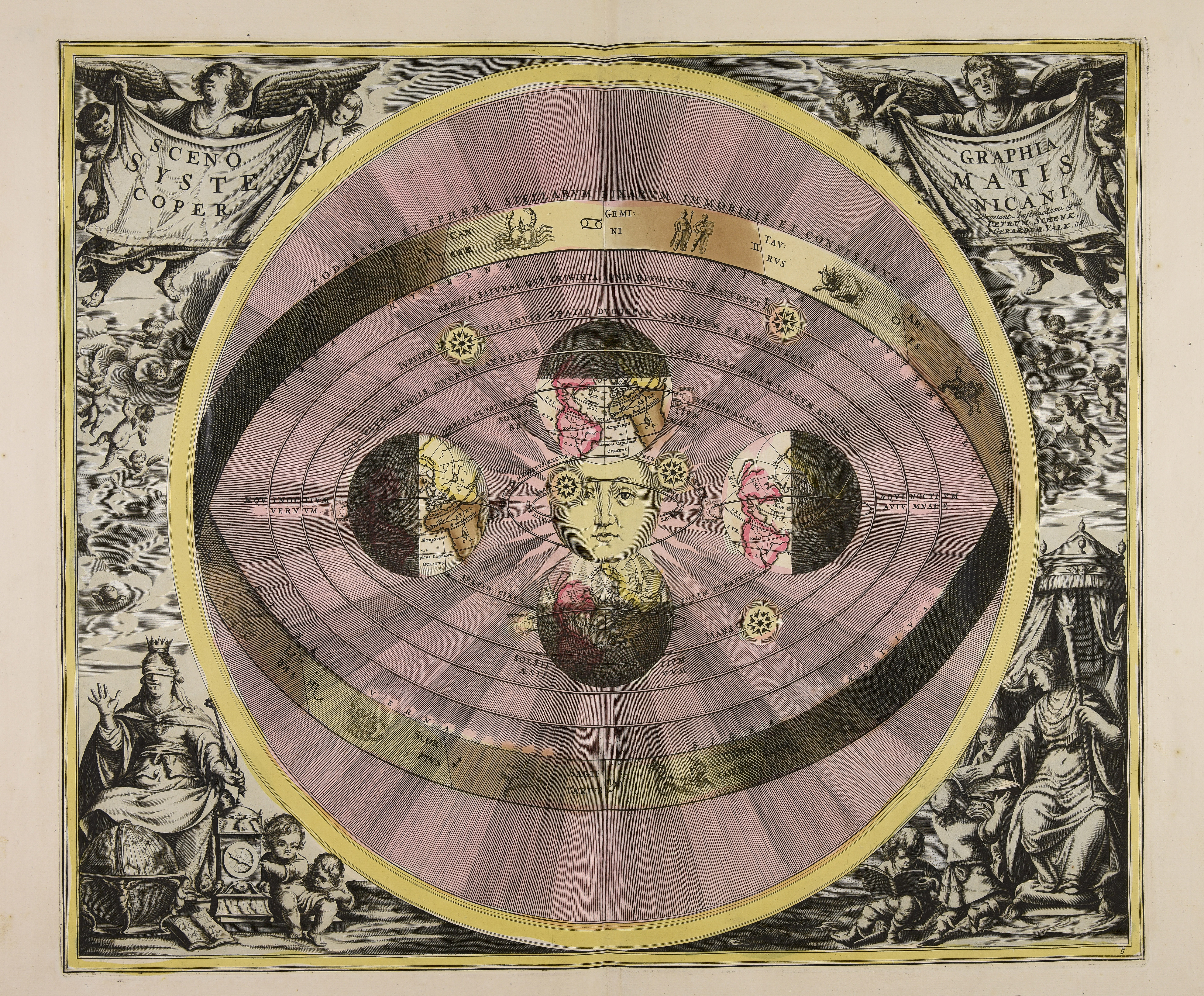
La nuova visione eliocentrica dell'universo sostenuta da Cusano

Dal 1444 Cusano si era inoltre appassionato all'astronomia, alla quale dedicò i suoi studi insieme a Georg von Peuerbach. In questo periodo ebbe modo di conoscere un collaboratore di Peurbach, Regiomontano, il quale, venuto a sua volta a conoscenza degli scritti di Cusano, assertori di una visione eliocentrica dell'Universo, intrattenne con lui un vivo dibattito essendo egli rimasto un geocentrico, seguace di Tolomeo.
Cusano sosteneva, proprio contro Tolomeo e Aristotele, che la Terra non è immobile, ma ruota intorno al proprio asse e che non è possibile determinare il centro dell'universo, essendo questo infinito; che le stelle sono simili al Sole, che intorno ad esse possono ruotare dei pianeti e che alcuni pianeti possono essere abitati; produsse quindi delle teorie molto simili a quelle dell'astronomia a noi contemporanea. Si trattava, in effetti, di una visione dell'universo appartenente alla tradizione neoplatonica e che era stata sostenuta anche nel Medioevo, dai testi di Ermete Trismegisto ad Alano di Lilla (XII secolo). Cusano si occupò inoltre di una possibile riforma del calendario e apportò miglioramenti alle Tavole alfonsine. Oltre a Giordano Bruno (seguace della dottrina cusaniana sulla cosmologia dell'infinito), presero spunto da lui anche Agrippa von Nettesheim, Charles de Bovelles, Erasmo da Rotterdam, Leonardo da Vinci, Niccolò Copernico, Giovanni Keplero, Galileo Galilei, Gottfried Leibniz, Georg Hegel, Carl Friedrich Gauss, Friedrich Schelling e Albert Einstein.

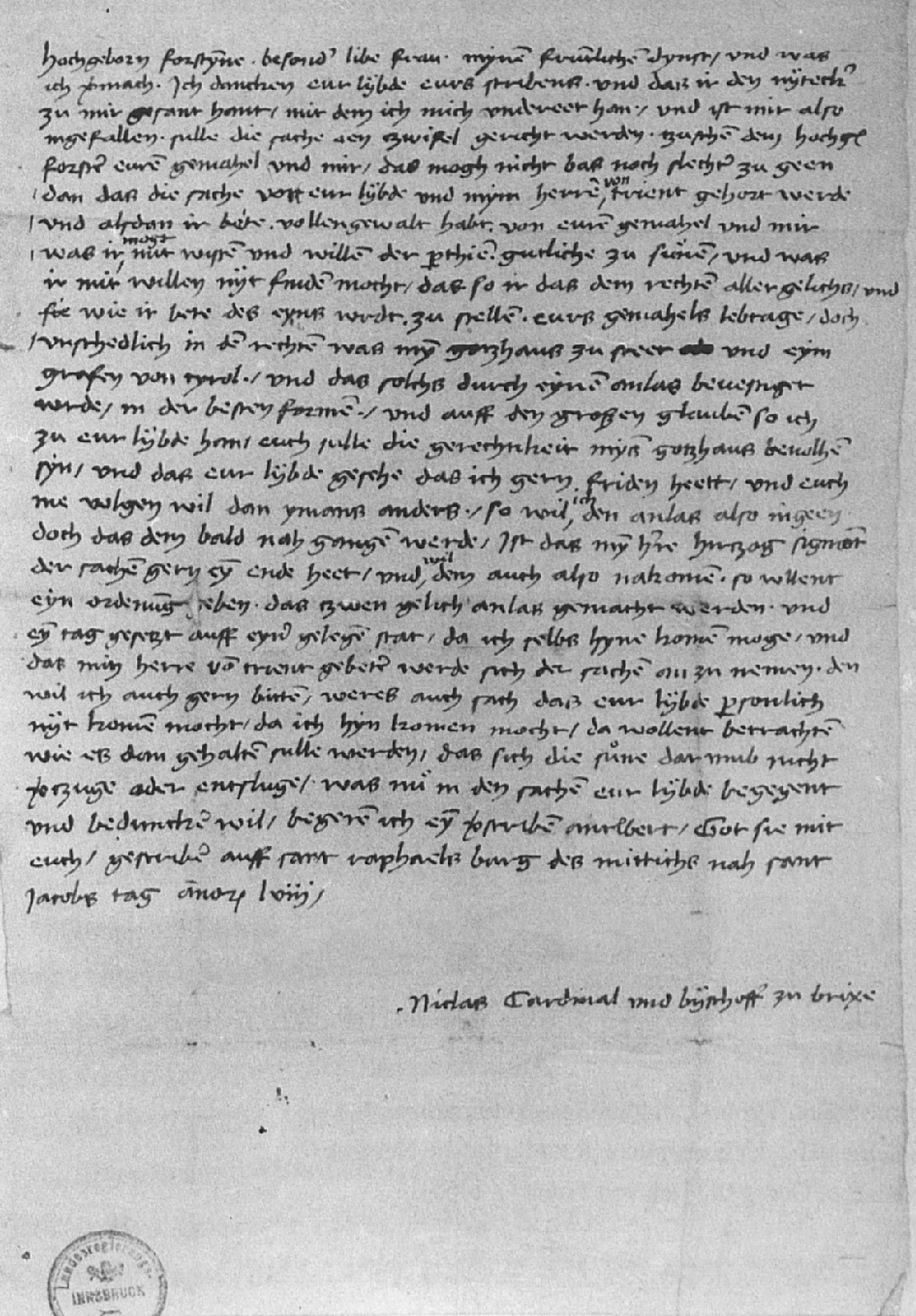
Lettera autografa di Cusano alla principessa Eleonora di Scozia, moglie del duca Sigismondo d'Austria, datata 26 luglio 1458 (Innsbruck, Landesarchiv, Archivio di Stato tirolese)

### Il Cusanusstift
Il 3 dicembre 1458 fondò nella città natale il Cusanusstift (Ospedale di San Nicola), un ospedale di carità in stile gotico, per 33 persone (in memoria degli anni di Cristo), di cui 6 nobili, 6 sacerdoti e 21 persone comuni. Nel Cusanusstift vi sono ancora una cantina celeberrima nel Tirolo e una delle più ricche biblioteche europee, la Biblioteca dell'Ospedale di san Nicola a Bernkastel-Kues, dove sono custodite tutte le opere del cardinale Cusano ed altri 1841 manoscritti (tra cui 132 incunaboli, 153 titoli del XVI secolo, 323 del XVII, 550 dei XVIII e 683 del XIX), divisi in argomenti (308 titoli di teologia pastorale, omiletica e catechesi; 226 di letteratura ascetica e mistica; 128 Borse di studio ed esegesi biblica, tra cui 33 del Nuovo Testamento; 118 di diritto ecclesiastico; 68 di liturgie e breviari della Santa Messa; 64 di letteratura dogmatica; 31 di patristica, tra cui 20 edizioni di testi dei Padri della Chiesa; 12 di scolastica; 21 di consigli e sinodi, in particolare del Concilio di Trento; 13 di biografie ed agiografie; 244 di storia; 91 di letteratura, inclusi i classici antichi in 41 edizioni del XVI e XVII secolo, il resto appartenente alla narrativa, letteratura e grammatica; 34 di storia dell'Arte; 30 di filosofia dell'educazione e psicologia; 57 di scienze, geografia e cosmologia; 55 opere di consultazione e dizionari di lingua). Il chiostro e la cappella del monastero (dove è custodito il cuore del cardinale) sono dei punti culminanti dell'Ospedale di san Nicola, santo patrono dei marinai e della famiglia Cusano.

### Il principato di Bressanone e il conflitto con Sigismondo d'Austria
Il 23 marzo 1450 Cusano fu eletto principe vescovo di Bressanone da Niccolò V; Sigismondo d'Austria quindi si autoproclamò duca di Bressanone e fece costruire all'esterno della cittadina un castello tuttora esistente, posseduto dai suoi discendenti. Cusano si batté aspramente contro il duca Sigismondo, che tentava di eliminare dalle sue terre la figura del vescovo-conte, cui spettava il possesso della Valle Isarco, della Val Pusteria e dell'Engadina. Sigismondo intanto aveva nominato Principe-Vescovo di Bressanone Leonhard Wismair, ma il 25 marzo 1450 giunse da Roma la notizia della nomina di Cusano perciò ci fu un accordo a Salisburgo e il Duca riconobbe la carica a Cusano, su pressione del Papa. Dopo qualche anno però, Cusano entrò in conflitto con i nobili tirolesi, fedeli a Sigismondo, capeggiati dal conte Georg Künigl e fomentati da una guida spirituale, Verena von Stuben, badessa del monastero benedettino di Castel Badia presso Brunico, che fu scomunicata dal Cusano, dopo che il suo esercito sconfisse i nobili in una battaglia a Marebbe, il 5 aprile 1458.
Il 14 luglio 1457 però Cusano fu costretto a ritirarsi da Bressanone dopo alcuni tentativi di agguato, diverse minacce di morte e tentativi di avvelenamento e si rifugiò al Castello di Andraz fino al 1458, quando si scontrò con Gregor Heimburg, che era appoggiato dal Duca Sigismondo. Cusano mandò alcuni suoi soldati a proteggere i diritti dei contadini vessati dalla badessa del monastero di Castel Badia (legato alla chiesa di Trento); ne scaturì una scaramuccia con i soldati di Verena e ci scappò il morto. Cusano subì una condanna pretestuosa da parte di Sigismondo, ma venne protetto dal Papa Pio II (già tutore di Sigismondo) che inviò la scomunica contro il conte tirolese; Cusano riuscì a rifugiarsi nel suo Castello di Brunico dove fu assediato da Sigismondo con 4000 fanti e 1000 cavalieri, e fu libero solo dopo che ebbe firmato un trattato di resa contro la sua volontà; il 27 aprile 1460 si recò a cavallo nella Valle d'Ampezzo e poi fuggì verso lo Stato della Chiesa, fermandosi ad Orvieto.

### Gli ultimi anni

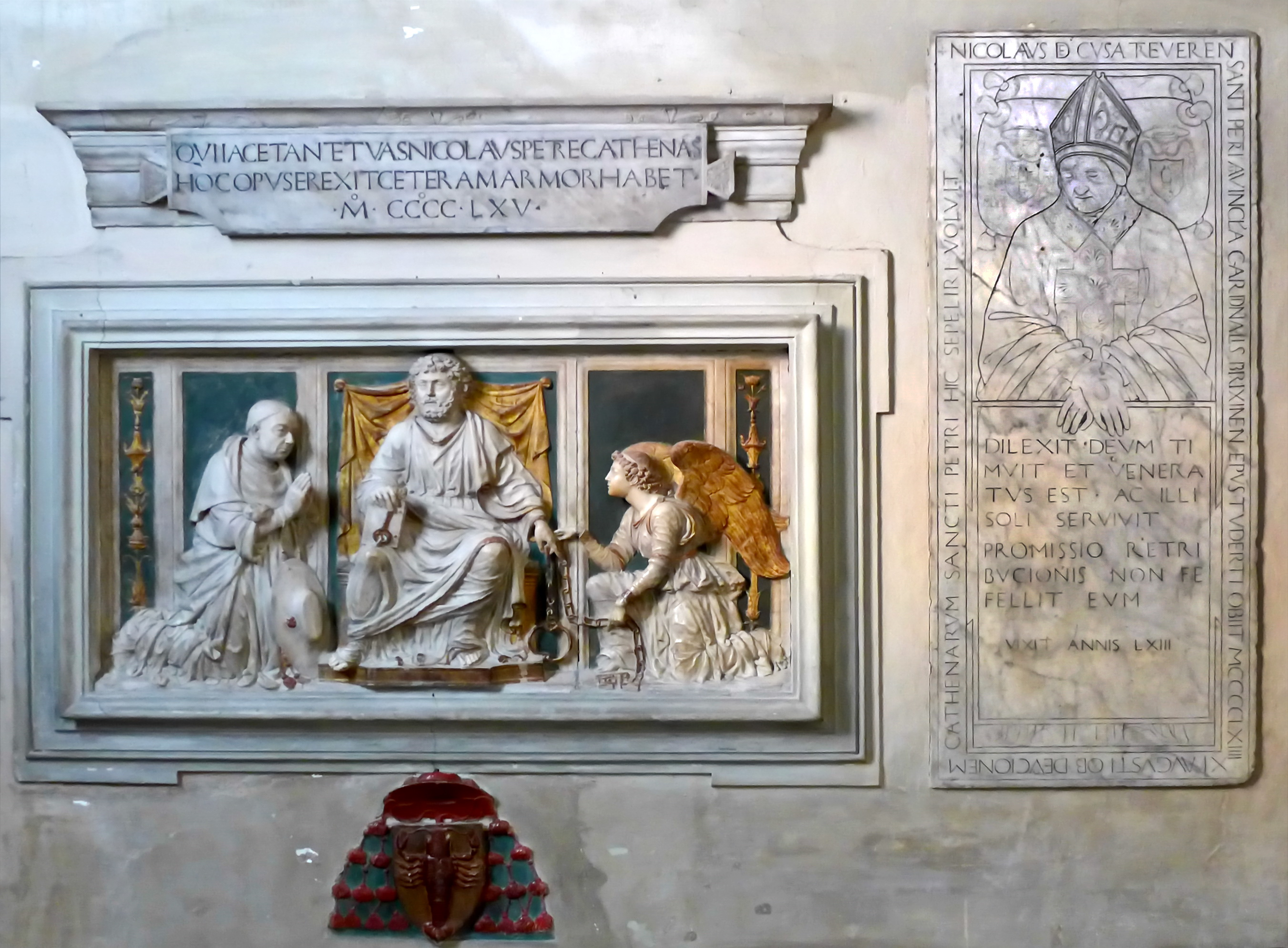
La tomba del cardinale Niccolò Cusano nella Basilica di San Pietro in Vincoli a Roma.

Recatosi a Valladolid nel 1453 Cusano capeggiò il consiglio convocato per il processo di stregoneria intentato contro Álvaro de Luna, il quale fu trovato colpevole, condannato a morte e giustiziato, il 2 giugno del 1453. Nel 1454 fu inviato da Niccolò V presso Ludwig von Erlichshausen, Gran Maestro dell'Ordine Teutonico, e presso Casimiro IV di Polonia, sostenitore dei ribelli prussiani nella guerra dei tredici anni, per intavolare trattative di pace e rivolgere gli eserciti contro i Turchi. Nel 1459 Pio II, recatosi al Convegno di Mantova, lo nominò Legato pontificio e Vicario generale in temporalibus di Roma, dove fu un membro della Curia ed elaborò insieme con il vescovo Domenico Dominici un piano di riforma della Chiesa che però rimase inattuato, infatti espresse la sua amarezza dicendo "Non mi piace nulla, tutto ciò che viene spinto alla curia, è in rovina, nessuno fa il suo dovere. Quando sono al Concistoro per parlare di riforma, mi sento ridicolo".
In questo periodo scrisse De Cribratione Alchorani, una consapevole benigna interpretazione di brani del Corano, precedette la lettera di Pio II al sultano Maometto II e ne costituì un presupposto culturale. Partecipò ai negoziati per porre fine alla guerra dei cent'anni tra la Francia e l'Inghilterra e agli accordi di Wiener Neustadt che gli avrebbero consentito di tornare a Bressanone. Nel 1461 si ammalò gravemente di gotta ma fu curato da un famoso medico dell'epoca, Pierleone Leoni. Nel 1464 fu incaricato insieme a Berardo Eroli di giudicare la questione boema relativa all'eresia del re Giorgio di Boemia, e alla sua competenza in questo campo fecero ricorso anche dei privati. Mentre insieme a Niccolò Forteguerri si dedicava alla preparazione di una crociata indetta da papa Pio II contro i Turchi che avevano invaso Costantinopoli nel 1453, morì nel 1464 a Todi 3 giorni prima della morte di papa Pio II e poco prima della capitolazione di Sigismondo d'Austria. Attualmente il cardinale Cusano è sepolto nella basilica di San Pietro in Vincoli a Roma in una tomba marmorea realizzata da Andrea Bregno, ma il suo cuore fu portato a Bernkastel-Kues, in Renania, suo borgo natale.

## Stile
È stato scritto che Cusano non è un autore facile. «Il De docta ignorantia è scritto in un latino spesso arbitrario e di difficile intellezione; si notano frequentemente termini nuovi coniati espressamente da lui con un determinato significato: (...)... la lingua è per lo più originariamente concepita entro costrutti ed espressioni di evidente origine non latina: talché spesso si ha l'impressione di leggere un italiano o un tedesco tradotto alla lettera in latino, con forme espressive tipiche di una lingua rivoltata in altra lingua».

## Dottrina

### La dotta ignoranzadi fronte a Dio
La gnoseologia di Nicola Cusano fonda la possibilità umana di conoscenza sulla proporzione fra noto e ignoto. 
Ciò viene esposto chiaramente nella sua opera del 1440 De docta ignorantia, appunto «la dotta ignoranza», titolo che nell'Apologia doctae ignorantiae del 1449 afferma di aver ripreso da un passo della Lettera 130 (a Proba) di sant'Agostino. L’espressione era nota a Cusano anche attraverso la lettura del Breviloquium (V, 6) di Bonaventura da Bagnoregio.
Con tale espressione s'intende che quanto non si conosce, lo si può conoscere solo mettendolo in relazione con ciò che già si conosce, ma questo diventa possibile solo quando la cosa ignota, che non si conosce, abbia un minimo a che fare con ciò che già si conosce. La posizione della «dotta ignoranza» è l'unica che si può prendere di fronte a Dio, quale Essere perfetto e infinito, inattingibile alla possibilità di conoscenza di esseri imperfetti e finiti, quali sono gli umani. Per questo si può parlare di teologia negativa, in quanto Cusano afferma che sapiente non è colui che possiede la verità, ma colui che conosce la propria ignoranza, ed è quindi consapevole dei propri limiti; non si può infatti essere consci della propria ignoranza senza avere già parzialmente o inconsciamente intravisto cos'è che non si sa; viceversa, l'ignorante assoluto non ha neppure coscienza della propria ignoranza. Cusano si riallaccia alla tradizione del Platonismo cristiano, in particolare a quella di Pseudo-Dionigi l'Areopagita, ma rielabora a suo modo tali antichi concetti. Dio, per Cusano, è al di là di tutto, e dunque, tutto ciò che di Lui affermiamo non è più vero di ciò che di Lui neghiamo.

Cusano in un certo senso riprende Socrate nell'affermare che è essenziale «sapere di non sapere», e tale è per gli uomini l'unica maniera possibile per pensare a Dio. Questo sapere di non sapere, però, non è una semplice ignoranza, ma è la più alta sapienza per l'uomo, che riconoscendo la sua totale insipienza, ma impegnandosi nel tentare in ogni caso, mediante congetture, di approssimarsi a Dio, può trasformare la sua ignoranza in dotta ignoranza. La vera conoscenza di Dio, e dunque la vera nobiltà intellettuale, è avvicinarsi indefinitamente a Dio, cioè alla Verità, non per gradi, poiché sarebbe impossibile dar dei gradi all'infinito, ma in un perpetuo ed unico sforzo che dalla totale ignoranza ci porta alla totale conoscenza (cioè Dio). Infatti, egli scrive:
(Nicola Cusano, De docta ignorantia, I, 2-10)

Tentativo di quadratura del cerchio con il metodo isoperimetrico adottato da Cusano per approssimare sempre più i lati dei poligoni alla circonferenza.

 Per spiegare meglio questo concetto, Cusano fa l'esempio geometrico del poligono inscritto in un cerchio:
(Nicola Cusano, De docta ignorantia, I, 2-10)
 Dunque, per Cusano l'uomo non potrà mai conoscere Dio finché è parte del finito, e dunque finché è in questa vita, ma nell'infinito può risolversi in identità col cerchio, cioè con l'Infinito stesso (Dio); questo potrà, però, solo se moltiplica per l'infinito di Dio il suo finito.
Cusano pone così un chiaro limite alla ragione umana, che non può andare oltre il finito, e che, dunque, di fronte all'infinito non può che annullarsi, e in questo diventare infinita. Il concetto di episteme è quindi per Cusano assolutamente impossibile, poiché non è possibile cogliere Dio nella Sua totalità nel durante finito, o anche nella Sua parzialità attraverso dei gradi, che dovrebbero essere infiniti e dunque sempre fuori dal finito che è l'uomo.

### La congettura
La congettura, per Cusano, è espressione della ragione dell'uomo che coglie Dio in modo incompleto, giacché Dio è infinito. Lo sviluppo della congettura cusana sostituisce quello del concetto a cui era approdata la filosofia greca, col quale essa presumeva di cogliere l'Essere necessario, cioè quell'Essere che è e non può non essere. Per Cusano, invece, noi cogliamo l'Essere di Dio solo da un particolare punto di vista. Per lui non è possibile cogliere il concetto, perché il massimo a cui si può aspirare è la congettura. Questa è l'unica forma umana di conoscenza possibile, sebbene sia sempre imperfetta e di per sé erronea, a causa della sua indefinita parzialità; e tuttavia, nonostante la sua intrinseca e ineluttabile inesattezza, la congettura possiede una sua nobiltà, ed anzi è indispensabile continuare a congetturare, perché la verità non sta nelle varie ed infinite congetture che l'uomo può formulare, ma sta nella stessa tendenza alla Verità infinita e pura, che nell'uomo si traduce poi necessariamente in qualche tipo di congettura. La verità, in definitiva, non si trova nelle congetture, ma nella tendenza alla verità che è stata causa di tali congetture.

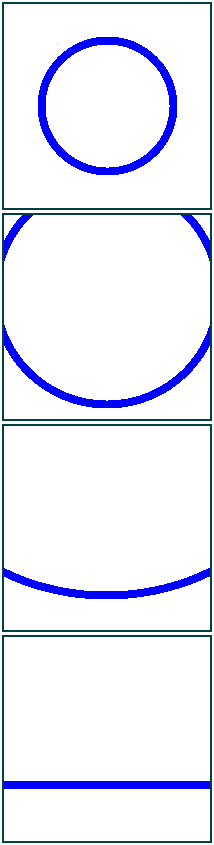
Esempio di come un cerchio dilatato all'infinito si trasformi in una retta.

### Coincidentia oppositorum
L'infinità dell'Essere-Dio porta Cusano a sostenere che nulla si trova al di fuori di Lui, e che dunque anche gli opposti sono in Lui compresenti: Dio viene concepito pertanto come coincidentia oppositorum, cioè «unione dei contrari». Si tratta di un'espressione dal significato chiaramente metalogico, che eleva la contraddizione a caratteristica divina, e spiega perché sia impossibile conoscere Dio razionalmente.
In Lui luce e tenebre, bianco e nero, donna e uomo, sostanza e non sostanza, sono identici. Dio è anche al di là del Vero e del Falso, dato che questi in Lui coincidono. Il principio di identità e di non contraddizione valgono così solo per il mondo finito dei nostri concetti, poiché l'infinito matematico mostra una logica profondamente diversa da quella del finito, che non accetta la coincidenza degli opposti. Bianco e nero, ad esempio, che sono contrapposti tra loro, hanno in comune l'Idea (in senso platonico) di Colore da cui discendono entrambi, e in cui originariamente sono congiunti.
Ponendo un salto logico tra Dio e il mondo, Cusano tracciò una distinzione tra ragione e intelletto: la ragione (ratio) è la sfera umana "aristotelica", dove vale il principio di non contraddizione, ed è comune anche agli animali; l'intelletto invece (intellectus) è la sfera "divina" dell'uomo, poiché esso, portandosi ad una dimensione mistica-intuitiva, ci permette di intuire la comune radice di ciò che, ad un livello logico-razionale, appare invece insanabilmente contraddittorio.
(Cusano, Apologia doctae ignorantiae, h II, S. 16, Z. 1-6)

#### Un esempio
Un semplice esempio utilizzato da Cusano può dare concretamente l'idea della coincidenza degli opposti, nella dimensione dell'infinito propria di Dio. 
Si immagini di avere una circonferenza. Individuato il valore del suo raggio, per la misurazione si applicherà la semplice formula  c = 2πr
Provando ora a dare dei valori concreti, se r è 4, la circonferenza misurerà 8π. Si potrebbe continuare con ogni altro valore numerico. Così si arriva infine a dare il valore r = ∞  (infinito). Applicando la formula si troverà che c ha anch'essa il valore di "infinito" (qualunque valore non nullo moltiplicato per infinito ha come prodotto infinito), cioè lo stesso valore del suo raggio. Cosa c'è di più contrario ed opposto logicamente della circonferenza e del suo raggio? All'infinito, dunque nella dimensione di Dio, gli opposti coincidono, tesi dimostrabile senza nessun problema.

### Il mondo come "Dio contratto"
Nella metafisica di Nicola Cusano appare una visione dinamica dell'Essere, ripresa da Plotino, che supera quella statica del pensiero greco precedente. L'essere di Dio in rapporto al mondo viene inteso infatti come assoluta potenza creatrice (dynamis), una potenza che non è imperfezione come quella aristotelica, cioè una pura possibilità logica, ma possiede un potere attivo di sviluppo: una perfezione in senso neoplatonico, non immobile, bensì intesa come movimento e azione, in cui consiste l'infinita energia spirituale dell'Uno. Si tratta di un infinito dotato di una connotazione di superiorità rispetto al finito, secondo peraltro l'ottica tipicamente cristiana.
Per Cusano di conseguenza, poiché il mondo consiste in questo «farsi» dinamico di Dio, tutto è già contenuto in Lui. L'ordine fisico del cosmo è tutto «implicito» in Dio, poiché Egli è la complicatio di ogni realtà, ovvero racchiude la loro coesistenza e «implicazione» dentro di sé, nell'Uno.
E d'altra parte Egli ne diviene anche l'explicatio, cioè l'esplicazione in grande, in quanto si dispiega nelle realtà medesime, rimanendo comunque al di là di esse. Per spiegare questo mistero, egli fa l'esempio matematico dell'unità, che genera la molteplicità rimanendo sempre sé stessa.

Come in Cusano, anche per l'alchimia il simbolo dell'Uno, che tutto comprende e in tutto si trova, è il cerchio con un punto centrale: quest'ultimo indica la contrazione, la circonferenza invece l'espansione della creazione.

Un'altra nozione chiarificatrice introdotta da Cusano, collegata alle precedenti, è quella dell'universo come «Dio contratto», dove il termine "contrazione" è acquisito da Duns Scoto, che lo definiva come il determinarsi di una sostanza comune, universale, in una realtà singola e specifica. Dio è in un certo senso un macrocosmo che si individualizza nel microcosmo umano.
Cusano tuttavia tiene a evitare qualsiasi forma di panteismo, precisando che, essendo appunto i vari aspetti del mondo limitati e opposti fra di loro, in Dio invece sono compresenti: Dio quindi costituisce una realtà ontologica «pre-supposta» (voraus gesetzt), situata al di là del mondo, cioè assolutamente trascendente. Cusano Lo definisce Non-aliud, «non-altro» (Nichtandere), in quanto non è diverso dalla singola creatura, mentre questa può essere definita solo in negativo come altro rispetto alle differenti altre creature e in quanto «non è» neppure Dio stesso, ma solo una sua esplicazione.
(Nicola Cusano, Dialoghi dell’idiota, III, 1)
Tale duplice visione sarà poi ripresa da Giordano Bruno che concepirà Dio sia come Mens super omnia («Mente al di sopra di tutto»), sia come Mens insita omnibus («Mente all'interno di tutto»), accentuandone tuttavia la portata immanente.

### La cosmologia
Proprio perché l'universo è assimilato a un Dio contratto, Cusano può sostenere che Egli ne è il centro ubiquo, essendone allo stesso tempo anche circonferenza.
La metafora di un cerchio che ha il suo centro ovunque e la periferia in nessun luogo, dalle lontane origini ermetiche e utilizzata anche da Bonaventura, sembra contenere in germe il principio fondamentale della cosmologia moderna, che traduce l'ubiquità di Dio nell'equivalenza formale di tutti gli osservatori.
Anticipando la rivoluzione eliocentrica con la sua concezione filosofico-cosmologica, Cusano avversa pertanto quella aristotelica dell'universo, affermando che la Terra non può occuparne il centro, essendo l'universo illimitato in quanto dispiegamento divino.

L'universo cusaniano è quindi in un certo senso "astrocentrico", popolato da stelle simili al Sole. Egli sosteneva di conseguenza l'esistenza di innumerevoli forme di vita presenti su tutti gli altri corpi celesti, secondo l'ottica animistica che assimilava l'universo a un organismo vivente, in cui vige armonia tra le sue parti:
(Nicola Cusano, La Dotta Ignoranza, Libro II, 12, Le condizioni della terra)

### Eternità e creazione
Sulla scia delle considerazioni di Sant'Agostino di Ippona, Cusano ritiene capziosa la questione di "quando Dio ha creato il mondo" in quanto il tempo è successivo all'atto creativo e dunque la creazione ha un inizio coincidente con l'eternità dello stesso Creatore: 
(Nicola Cusano, Sermone CCXVI, Dov'è che è nato il Re dei Giudei (?). Brixen, 6 gennaio 1456)

## Opere
- De calendarii reparatione, 1436.

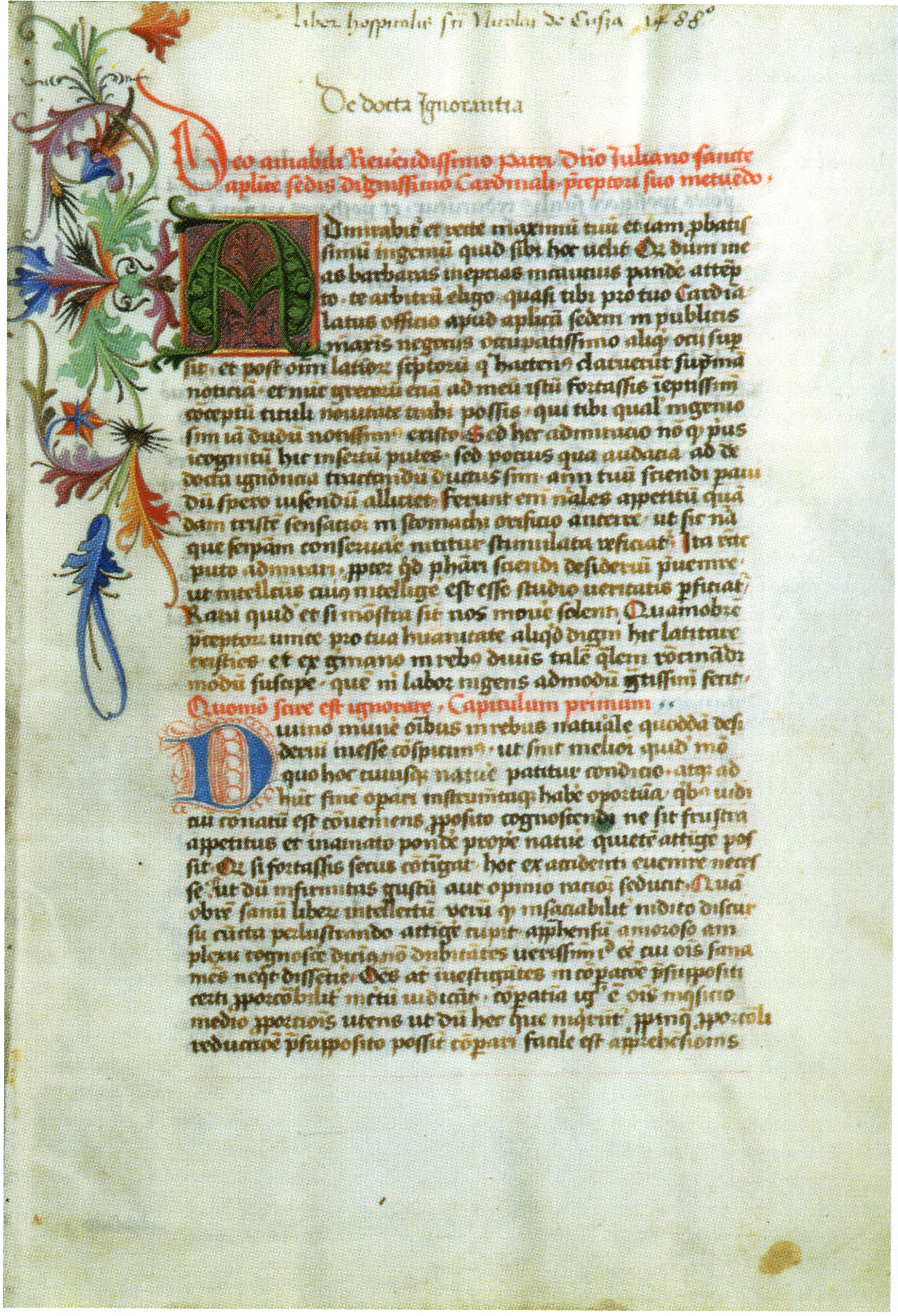
Incipit dell'Apologia doctae ignorantiae in un manoscritto del XV secolo conservato a, folio 1r

- De docta ignorantia (La dotta ignoranza), 1440.
- De coniecturis (Le congetture), 1442.
- Epistola ad Rodericum Sancium de Arevalo, 1442.
- De concordantia catholica (La concordanza cattolica), 1433.
- Opusculum contra Bohemorum errorem  (Contro l'errore della Boemia), 1433. Scritto contro gli ussiti.
- De maioritate auctoritatis sacrorum conciliorum supra auctoritatem papae (Il primato della sacra autorità dei consigli per l'autorità del Papa), 1433.
- De auctoritate praesidendi in concilio generali 1434.
- De Deo abscondito, 1444/1445.
- De quaerendo Deum, 1445.
- De filiatione Dei, 1445.
- De dato patris luminum, 1446.
- De genesi, 1447.
- Apologia doctae ignorantiae (Apologia della dotta ignoranza), 1449.
- Autobiographia, 1449.
- De circuli quadratura, 1450.
- Idiota (comprendente tre scritti: De sapientia, De mente, De staticis experimentis), 1450. Nell'Idiotae de staticis experimentis canta le lodi del Tokaji.
- De pace fidei (La pace nella fede), 1453.
- De visione Dei (La visione di Dio), 1453. In quest'opera, il Cusano descrive l'estasi come esplicatio dell'Essere, ovvero il fuoriuscire di sé da parte di Dio, visto come un unico grande Io, da cui nascono e a cui ritornano le singole anime degli individui. Rifacendosi anche a Platone, Cusano afferma che, grazie alla forza dell'amore, i frammenti del mondo si cercano per ricostituire il mondo in unità (idea ripresa anche nel pensiero di Teilhard de Chardin).

- Complementum theologicum, 1453.

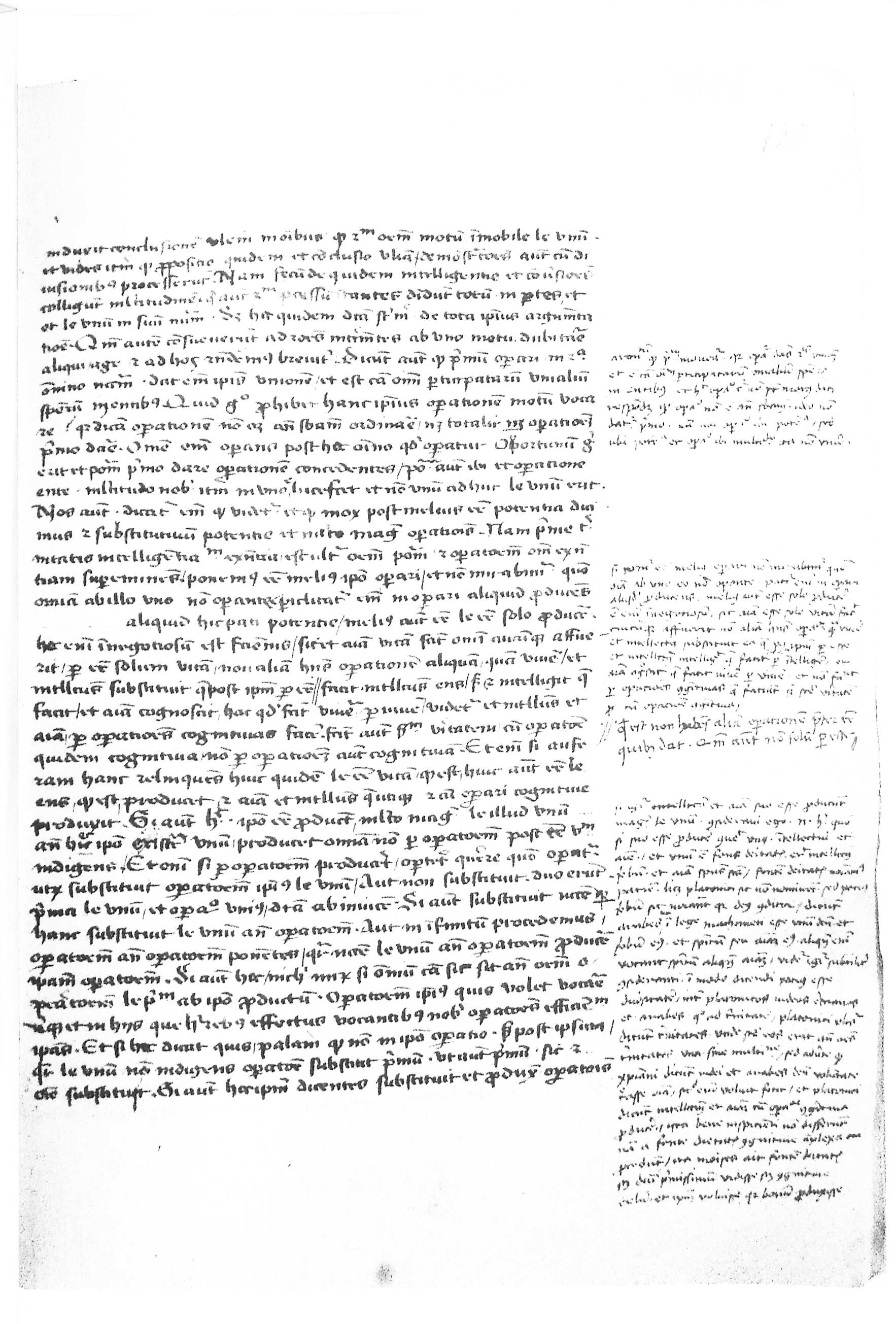
Copia di una pagina del Commentario di Proclo al Parmenide platonico, tradotta in latino con note a margine di Nicola Cusano (, folio 125r)

- De mathematicis complementis, 1453/1554.
- De beryllo (Il berillo). 1458.
- De mathematica perfectione, 1458.
- De aequalitate, 1459.
- De principio, 1459.
- De ludo globi (Il gioco della palla), 1460.
- Trialogus de possest, 1460.
- Reformatio generalis, 1460.
- Cribratio Alchorani, 1460/1461.
- De non aliud (Il non-altro), 1462.
- Commentatio de notione creandi, (frammento) circa 1462.
- De venatione sapientiae (La caccia della sapienza), 1463.
- Compendium, 1463.
- De apice Theoriae (Il punto massimo della Teoria), 1464. Cusano abbandonò definitivamente il paradosso dell'onnipotenza proponendo un'equivalenza tra l'essenza di Dio e il suo potere.
- Codex Cusanus 220 (contiene il sermone dal titolo In principio erat Verbum), 1430. In questo sermone usò la forma latina Iehoua per Geova. A pagina 56 del codice c'è la seguente dichiarazione: « È il Tetragramma, cioè il nome composto da quattro lettere... Questo è davvero il santissimo e sommo nome di Dio ».
- Sermones. In un sermone, si dichiara a favore dell'omiletica e parla dell'arta retorica. In un'altra omelia, Cusano presenta la sua testi dell'innatismo.

## Edizioni
- Nicolai Cusæ Cardinalis Opera (a cura di Jacques Lefèvre d'Étaples), Parisii, 1514, 3 voll. in-fol.
- Nicolai de Cusa Opera omnia, (a cura di Ernst Hoffmann et al.), Amburgo, Felix Meiner, 1932-2006.

## Ricerche e contributi
Il cardinale Cusano fu il primo a studiare la cicloide e ad utilizzare lenti concave per la correzione della miopia. Inoltre, fu l'inventore dell'igrometro. Per quanto riguarda l'isoperimetria, considerò la rotazione, attraverso la quale si genera il cerchio, il processo che maggiormente riflette nel mondo empirico il processo attraverso il quale l'universo è stato generato.
Anni prima della De falso credita et ementita Constantini donatione declamatio di Lorenzo Valla, mostrò pesanti perplessità sulla donazione di Costantino. Inoltre, come altri umanisti, mise in dubbio l'autenticità della Promissio Carisiaca.
Insieme a Leon Battista Alberti, si adoperò molto per far riconoscere il volgare come lingua ricca di dignità nel panorama letterario, sostenendo così le tesi di Leonardo Bruni.

## Intitolazioni
A Roma è stata dedicata al Cardinale l'Università degli Studi "Niccolò Cusano".
Gli è stato intitolato un cratere lunare, il Cusanus.
A Bressanone un'accademia religiosa è intitolata a Nicola Cusano, sede di congressi religiosi e filosofici.
il Planetario "Nicolò Cusano" di Cortina d'Ampezzo, inaugurato nel 2009 grazie alla locale Associazione Astronomica fondata nel 1972 allo scopo, dispone di una cupola di 8,4 metri di diametro e 60 posti a sedere.

## Influenza culturale
Cusano ispirò Gian Lorenzo Bernini nell'edificazione della Fontana dei Quattro Fiumi.
Il poeta Guarino Veronese, discepolo di Leonello d'Este, dedicò diverse poesie a Nicola Cusano.
Dalla Germania arrivò durante il I Concilio di Basilea a Roma il manoscritto Harl. 2480 con i Panegyrici veteres, diretto apografo del Codex Maguntinus scoperto da Giovanni Aurispa e che il Cusano fece copiare in Germania da uno scriba tedesco il cui nome rimane sconosciuto. Niccolò Cusano portò a Roma anche il fratello Giovanni Cusano, il fedele segretario e notaio Petrus Erchkenz, il magister Fernandus de Roris: costoro non erano certamente copisti di professione, ma non disdegnavano di collaborare all'arricchimento della biblioteca del cardinale tedesco. Anni dopo, nel 1464 invitò Arnold Pannartz e Conrad Sweynheym (entrambi chierici delle diocesi di Magonza e di Colonia) a lasciare la Germania per impiantare una tipografia a Roma. I due scesero in Italia nel 1465, quando Cusano era già morto, e si stabilirono nel monastero di Santa Scolastica a Subiaco, abitato prevalentemente da monaci di lingua tedesca. Qui installarono la prima tipografia italiana.

## Curiosità
- Cusano, dopo essersi autoproclamato duca di Bressanone (titolo che fu convalidato da Massimiliano I d'Asburgo nel 1495, rendendo così i duchi di Bressanone membri del Consiglio dei Principi del Reichstag), aggiunse al suo cognome Krebs le due particelle nobiliari "von Kues" (luogo della sua nascita), e "von Brixen" (il nome di Bressanone in tedesco), in quanto desiderava morire in questo luogo, precisamente nel suo castello, ancora in fase di costruzione. Nel rendere il suo nome e cognome in italiano, fu trascurata parte del cognome, perciò divenne "Cusano" e venne omessa la particella riferita a Bressanone. Tuttora il ramo discendente da Cusano dovrebbe chiamarsi "Krebs von Kues und von Brixen" (italianizzato "Granchi di Cusa e di Bressanone"). Il suo stemma, che è entrato nell'araldica della Chiesa di Roma nel gennaio del 1450, è raffigurante un cappello cardinalizio, uno scudo in campo giallo ed un'aragosta in rosso scuro. Esso si ispira al cognome stesso del Cusano, “Krebs” (Granchio), ed alle tradizionali insegne tipiche dei principi della Chiesa, il cappello rosso porpora e lo scudo. Si presenta fortemente innovativo nel panorama dell'araldica, distinguendosi per l'originalità del soggetto simbolico scelto: un'aragosta con le chele aperte significante l'invincibilità di Cristo.
- L'attenzione che Niccolò V e Pio II prestarono ai paesi della Germania ebbe un concreto riscontro nella presenza in curia di chierici e prelati. Quando ancora non si poté prevedere la fulminante ascesa al soglio pontificio, Tommaso Parentucelli si incontrò con Nicola Cusano in Germania: a Francoforte Cusano gli mostrò un codice (l'attuale Cus. 93) con l'Opus de causa Dei di Thomas Bradwardine.
- Nel 1450 ordinò la costruzione di un'abside gotica nel duomo di Bressanone. Il 19 luglio dello stesso anno consacrò il santuario di Fonte Colombo. Nel 1455 consacrò la chiesetta di Santo Spirito. Nello stesso anno, con il suo supporto, l'Abbazia di Tegernsee divenne uno dei centri delle Riforme dell'Abbazia di Melk, che aprì l'ordine benedettino, fino allora ristretto alla nobiltà, anche a persone di altre classi sociali. Anni dopo, quando i Bellunesi aspirarono a riavere un proprio vescovo e che la loro diocesi venisse separata da quella di Feltre, trovarono un valido aiuto nel cardinale Cusano che appoggiò la loro richiesta presso papa Pio II. Grazie al suo intervento, nel 1460 Pio II separò le due diocesi.
- Tra i fallimenti del cardinale Cusano vi sono il rifiuto di papa Niccolò V affinché fossero proibiti i pellegrinaggi a Wilsnack ed affinché fossero limitate le attività concesse agli ebrei, poiché li reputava avidi e usurai. Nel 1433, senza avere successo, propose il metodo Borda per eleggere l'imperatore del Sacro Romano Impero. Altro fallimento fu la sua difesa nei confronti di Stefano Porcari quando fu processato il 9 gennaio 1453 a Castel Sant'Angelo per essersi ribellato a Niccolò V.

## Genealogia episcopale
La genealogia episcopale è:
- Cardinale Francesco Condulmer
- Papa Niccolò V
- Cardinale Nicola Cusano